# وقاية من الارتجاجات
تتضمن الوقاية من إصابات الدماغ المؤلمة الخفيفة اتخاذ تدابير عامة لمنعها، مثل ارتداء أحزمة الأمان، واستخدام الوسائد الهوائية في السيارات، وتأمين الأثاث والأشياء الثقيلة قبل وقوع الزلازل، أو التغطية والنزول تحت الطاولة أثناء وقوع الزلازل. تتم مساعدة كبار السن على محاولة منع السقوط، على سبيل المثال عن طريق الحفاظ على الأرضيات خالية من الفوضى وارتداء أحذية رقيقة ومسطحة بنعال صلبة لا تخل التوازن.
لسوء الحظ، حتى الآن، لا توجد بيانات تدعم الادعاء بأن أي نوع معين من الخوذات أو معدات الحماية يقلل من خطر الارتجاج المرتبط بالرياضة. التحسينات في تصميم المعدات الرياضية الواقية مثل الخوذ قد تقلل من عدد وشدة هذه الإصابات. تستخدم تقنية جديدة تسمى نظام قياس الأثر على الرأس عن بعد في الخوذات لدراسة آليات الإصابة وربما المساعدة في تقليل مخاطر الارتجاجات بين لاعبي كرة القدم الأمريكية. إن التغييرات في القواعد أو ممارسات تطبيق القواعد الموجودة في الرياضة، مثل تلك التي تحظر التدخل من الرأس إلى الأسفل، أو استخدام الرأس في اللعبة (ما يعرف ب spearing)، والتي ترتبط بمعدل إصابة مرتفع، قد تمنع أيضًا حدوث الارتجاجات.

## في الرياضة
الوقاية من الإصابات المتكررة وغير المشخصة لها أهمية في الارتجاجات المرتبطة بالرياضة. يعالج طفل كل ثلاث دقائق في الولايات المتحدة من ارتجاج في المخ بسبب ممارسة الرياضة. بين عامي 2010 و2014، شهدت الارتجاجات المرتبطة بالرياضة ارتفاعًا بنسبة 500%. لقد أثبت الاختبار الجانبي السريع باستخدام الاختبارات النفسية العصبية القصيرة التي تقيم الانتباه ووظيفة الذاكرة فائدته ودقته. تعد أسئلة Maddocks والتقييم الموحد للارتجاج (SAC) أمثلة على أدوات التقييم الجانبية التي تم التحقق من صحتها. يهدف بروتوكول العودة إلى اللعب (RTP) إلى تقليل الارتجاجات المتكررة خلال فترة زمنية قصيرة لتقليل متلازمة التأثير الثانوي. ويضمن أن اللاعبين الذين يتعرضون لارتجاج في المخ يحصلون على تعافي معرفي وسريري كامل قبل العودة للعب تتضمن أفضل ممارسات بروتوكول العودة إلى اللعب تكثيف النشاط بشكل متدرج حيث تستغرق كل خطوة 24 ساعة على الأقل لضمان إعادة التأهيل الكامل خلال أسبوع واحد (بما في ذلك عدم ظهور الأعراض أثناء الراحة وأثناء التمرين). في الحالات التي تتوفر فيها الموارد (مثل علماء النفس العصبي، والتصوير العصبي) في الموقع، قد يكون بروتوكول العودة إلى اللعب أكثر سرعة. توفر التقييمات الأساسية، التي تجرى قبل حدوث الارتجاج، مقارنة يمكن من خلالها قياس شدة أعراض ما بعد الارتجاج. ومع ذلك، لم يثبت أنها تقلل من خطر الإصابة. قام مجلس السلامة الوطني غير الربحي ومقره الولايات المتحدة بتضمين جهود الوقاية من الارتجاجات على مستوى كل ولاية على حدة للارتجاجات المتعلقة بالرياضات الشبابية في تقرير حالة السلامة لعام 2017.
لسوء الحظ، حتى الآن، لا توجد بيانات تدعم الادعاء بأن أي نوع معين من الخوذات أو معدات الحماية يقلل من خطر الارتجاج المرتبط بالرياضة. التحسينات في تصميم المعدات الرياضية الواقية مثل الخوذ قد تقلل من عدد وشدة هذه الإصابات. وضعت تقنية جديدة تسمى نظام قياس الأثر على الرأس عن بعد في الخوذ لدراسة آليات الإصابة وربما المساعدة في تقليل مخاطر الارتجاجات بين لاعبي كرة القدم الأمريكية. يرتبط ارتداء الخوذة بانخفاض خطر إصابة الرأس للمتزلجين والمتزلجين على الجليد.
بسبب نقص البيانات التي تدعم استخدام الخوذ المصممة بشكل خاص، تقوم بعض الشركات بإنشاء أجهزة استشعار وبرمجيات مدمجة في الخوذة للوقاية من إصابات الدماغ. تقوم الرابطة الوطنية السويسرية لهوكي الجليد باختبار الأنظمة التي تجمع بين أجهزة الاستشعار المدمجة في الخوذة وبرامج التحليل للكشف عن المخاطر المستمرة لإصابة الدماغ لدى اللاعب أثناء المباراة. انبثقت الشركة التي تصنع هذه التكنولوجيا من المعهد الفدرالي السويسري للتكنولوجيا في لوزان، سويسرا.
إن التغييرات في القواعد أو ممارسات تطبيق القواعد الموجودة في الرياضة، مثل تلك التي تحظر التدخل من الرأس إلى الأسفل، أو استخدام الرأس في اللعب، والتي ترتبط بمعدل إصابة مرتفع، قد تمنع أيضًا حدوث الارتجاجات. نفذت الرابطة الوطنية لكرة القدم (NFL) بروتوكول تقييم الارتجاج الجانبي في عام 2011 والذي يشرف على علاج أي ارتجاجات محتملة ويضمن أن الطاقم الطبي في كل جانب يتبع بروتوكول الدوري المناسب ويختبر أي صدمة في الرأس. في عام 2011، فرض اتحاد كرة القدم الأميركي تغييرًا في قاعدة ركلة البداية، مما أدى إلى تحريك انطلاق كرة القدم بمقدار خمس ياردات للأمام، مما أدى إلى تقليل حدوث الارتجاج بنسبة 50%. وينبغي تشجيع القواعد التي تهدف إلى تعزيز اللعب النظيف، مع التقليل إلى أدنى حد من السلوك العدواني الخارجي، في جميع الألعاب الرياضية.